# Ciprinodontiformes
Els ciprinodontiformes (Cyprinodontiformes) són un ordre de peixos osteïctis que viuen en aigües dolces i salabroses, rarament a les salades. Molts d'ells són molt vistosos com a peixos d'aquari.

## Morfologia

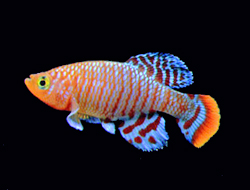
Mascle de Nothobranchius rachovii, espècie autòctona de l'Àfrica oriental

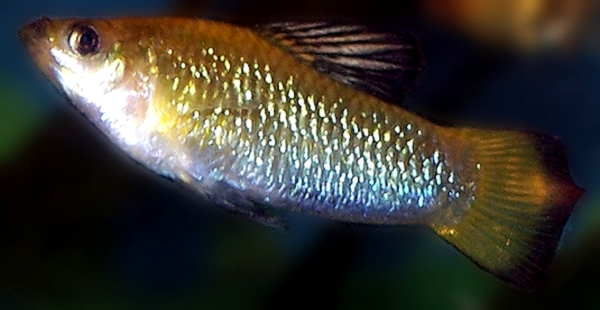
Limia perugiae

- Són de petites dimensions i fisoclists.
- Boca obliqua.[1]
- Les aletes tenen radis tous; les ventrals són abdominals o manquen, la dorsal és única, i la caudal, homocerca.
- Solen presentar un dimorfisme sexual marcat, i els mascles són més acolorits i més petits que les femelles.
- Moltes espècies són ovípares, i unes altres, vivípares; en aquestes, el mascle és proveït d'un òrgan copulador.

## Ecologia
Són carnívors, fitòfags o bé omnívors, i mengen especialment larves de dípters, la qual cosa els fa ser importants elements reguladors de les poblacions de mosquits.
Són molt abundants a les aigües continentals i als estuaris d'Àfrica, d'Àsia i d'Amèrica, i són estesos també, naturalment o per acció directa de l'ésser humà, en moltes altres regions. A les aigües salobres dels Països Catalans n'hi ha dues espècies molt importants perquè són endèmiques: el fartet i el samaruc.

## Famílies
- Anablepidae
- Aplocheilidae
- Cyprinodontidae
- Fundulidae
- Goodeidae
- Poeciliidae
- Profundulidae
- Rivulidae
- Valenciidae[2]